# Großreuth hinter der Veste
Großreuth hinter derVeste is een plaats in de Duitse gemeente Neurenberg, deelstaat Beieren, en telt inwoners (2005).